# Danh sách quốc gia theo GDP (PPP) năm 2008
Sau đây là Tổng sản phẩm nội địa tính theo sức mua tương đương của các quốc gia, vùng và lãnh thổ, tính bằng dollar Mỹ, theo CIA World Factbook.
| Số thứ tự | Quốc gia                             | GDP (PPP)          | Năm có thông tin |
| --------- | ------------------------------------ | ------------------ | ---------------- |
| 1         | Liên minh châu Âu (EU)               | 14.820.000.000.000 | 2008 (ước)       |
| 2         | Hoa Kỳ                               | 14.290.000.000.000 | 2008 (ước)       |
| 3         | Trung Quốc                           | 7.800.000.000.000  | 2008 (ước)       |
| 4         | Nhật Bản                             | 4.348.000.000.000  | 2008 (ước)       |
| 5         | Ấn Độ                                | 3.267.000.000.000  | 2008 (ước)       |
| 6         | Đức                                  | 2.863.000.000.000  | 2008 (ước)       |
| 7         | Vương quốc Anh                       | 2.231.000.000.000  | 2008 (ước)       |
| 8         | Nga                                  | 2.225.000.000.000  | 2008 (ước)       |
| 9         | Pháp                                 | 2.097.000.000.000  | 2008 (ước)       |
| 10        | Brasil                               | 1.990.000.000.000  | 2008 (ước)       |
| 11        | Ý                                    | 1.821.000.000.000  | 2008 (ước)       |
| 12        | México                               | 1.559.000.000.000  | 2008 (ước)       |
| 13        | Tây Ban Nha                          | 1.378.000.000.000  | 2008(ước)        |
| 14        | Canada                               | 1.307.000.000.000  | 2008 (ước)       |
| 15        | Hàn Quốc                             | 1.278.000.000.000  | 2008 (ước)       |
| 16        | Indonesia                            | 915.900.000.000    | 2008 (ước)       |
| 17        | Thổ Nhĩ Kỳ                           | 906.500.000.000    | 2008 (ước)       |
| 18        | Iran                                 | 842.000.000.000    | 2008 (ước)       |
| 19        | Úc                                   | 800.500.000.000    | 2008 (ước)       |
| 20        | Trung Hoa Dân Quốc                   | 738.800.000.000    | 2008 (ước)       |
| 21        | Hà Lan                               | 670.200.000.000    | 2008 (ước)       |
| 22        | Ba Lan                               | 667.400.000.000    | 2008 (ước)       |
| 23        | Ả Rập Xê Út                          | 582.800.000.000    | 2008 (ước)       |
| 24        | Argentina                            | 575.600.000.000    | 2008 (ước)       |
| 25        | Thái Lan                             | 553.400.000.000    | 2008 (ước)       |
| 26        | Nam Phi                              | 489.700.000.000    | 2008 (ước)       |
| 27        | Pakistan                             | 452.700.000.000    | 2008 (ước)       |
| 28        | Ai Cập                               | 442.600.000.000    | 2008 (ước)       |
| 29        | Colombia                             | 399.400.000.000    | 2008 (ước)       |
| 30        | Bỉ                                   | 390.500.000.000    | 2008 (ước)       |
| 31        | Malaysia                             | 386.600.000.000    | 2008 (ước)       |
| 32        | Venezuela                            | 357.900.000.000    | 2008 (ước)       |
| 33        | Thụy Điển                            | 348.600.000.000    | 2008 (ước)       |
| 34        | Hi Lạp                               | 343.600.000.000    | 2008 (ước)       |
| 35        | Nigeria                              | 338.100.000.000    | 2008 (ước)       |
| 36        | Ukraina                              | 337.000.000.000    | 2008 (ước)       |
| 37        | Áo                                   | 325.000.000.000    | 2008 (ước)       |
| 38        | Philippin                            | 320.600.000.000    | 2008 (ước)       |
| 39        | Thụy Sĩ                              | 309.900.000.000    | 2008 (ước)       |
| 40        | Hồng Kông                            | 307.600.000.000    | 2008 (ước)       |
| 41        | Rumani                               | 271.200.000.000    | 2008 (ước)       |
| 42        | Cộng hòa Séc                         | 266.300.000.000    | 2008 (ước)       |
| 43        | Na Uy                                | 256.500.000.000    | 2008 (ước)       |
| 44        | Chi lê                               | 245.300.000.000    | 2008 (ước)       |
| 45        | Việt Nam                             | 241.800.000.000    | 2008 (ước)       |
| 46        | Singapore                            | 240.000.000.000    | 2008 (ước)       |
| 47        | Peru                                 | 238.900.000.000    | 2008 (ước)       |
| 48        | Bồ Đào Nha                           | 237.300.000.000    | 2008 (ước)       |
| 49        | An-giê-ri                            | 235.500.000.000    | 2008 (ước)       |
| 50        | Bangladesh                           | 224.000.000.000    | 2008 (ước)       |
| 51        | Hungary                              | 205.700.000.000    | 2008 (ước)       |
| 52        | Đan Mạch                             | 204.900.000.000    | 2008 (ước)       |
| 53        | Israel                               | 200.700.000.000    | 2008 (ước)       |
| 54        | Phần Lan                             | 195.200.000.000    | 2008 (ước)       |
| 55        | Ireland                              | 191.900.000.000    | 2008 (ước)       |
| 56        | Các Tiểu vương quốc Ả Rập Thống nhất | 184.600.000.000    | 2008 (ước)       |
| 57        | Kazakhstan                           | 176.900.000.000    | 2008 (ước)       |
| 58        | Cô-oét                               | 149.100.000.000    | 2008 (ước)       |
| 59        | Maroc                                | 137.300.000.000    | 2008 (ước)       |
| 60        | Slovakia                             | 119.500.000.000    | 2008 (ước)       |
| 61        | New Zealand                          | 116.600.000.000    | 2008 (ước)       |
| 62        | Belarus                              | 114.100.000.000    | 2008 (ước)       |
| 63        | Irắc                                 | 112.800.000.000    | 2008 (ước)       |
| 64        | Angola                               | 110.300.000.000    | 2008 (ước)       |
| 65        | Cuba                                 | 108.200.000.000    | 2008 (ước)       |
| 66        | Ecuador                              | 107.100.000.000    | 2008 (ước)       |
| 67        | Syria                                | 95.360.000.000     | 2008 (ước)       |
| 68        | Bulgaria                             | 93.780.000.000     | 2008 (ước)       |
| 69        | Sri Lanka                            | 91.900.000.000     | 2008 (ước)       |
| 70        | Libya                                | 88.860.000.000     | 2008 (ước)       |
| 71        | Sudan                                | 87.270.000.000     | 2008 (ước)       |
| 72        | Qatar                                | 85.350.000.000     | 2008 (ước)       |
| 73        | Tunisia                              | 81.880.000.000     | 2008 (ước)       |
| 74        | Serbia                               | 80.740.000.000     | 2008 (ước)       |
| 75        | Cộng hòa Dominicana                  | 77.430.000.000     | 2008 (ước)       |
| 76        | Azerbaijan                           | 73.650.000.000     | 2008 (ước)       |
| 77        | Croatia                              | 73.360.000.000     | 2008 (ước)       |
| 78        | Uzbekistan                           | 71.630.000.000     | 2008 (ước)       |
| 79        | Puerto Rico                          | 70.590.000.000     | 2008 (ước)       |
| 80        | Guatemala                            | 68.020.000.000     | 2008 (ước)       |
| 81        | Oman                                 | 67.000.000.000     | 2008 (ước)       |
| 82        | Ethiopia                             | 66.290.000.000     | 2008 (ước)       |
| 83        | Litva                                | 63.250.000.000     | 2008 (ước)       |
| 84        | Kenya                                | 61.830.000.000     | 2008 (ước)       |
| 85        | Slovenia                             | 59.140.000.000     | 2008 (ước)       |
| 86        | Yemen                                | 55.290.000.000     | 2008 (ước)       |
| 87        | Myanmar                              | 55.040.000.000     | 2008 (ước)       |
| 88        | Tanzania                             | 54.260.000.000     | 2008 (ước)       |
| 89        | Costa Rica                           | 48.480.000.000     | 2008 (ước)       |
| 90        | Liban                                | 44.070.000.000     | 2008 (ước)       |
| 91        | El Salvador                          | 43.940.000.000     | 2008 (ước)       |
| 92        | Bolivia                              | 43.080.000.000     | 2008 (ước)       |
| 93        | Cameroon                             | 42.760.000.000     | 2008 (ước)       |
| 94        | Uruguay                              | 42.460.000.000     | 2008 (ước)       |
| 95        | Triều Tiên                           | 40.000.000.000     | 2008 (ước)       |
| 96        | Luxembourg                           | 39.420.000.000     | 2008 (ước)       |
| 97        | Latvia                               | 38.980.000.000     | 2008 (ước)       |
| 98        | Panama                               | 38.490.000.000     | 2008 (ước)       |
| 99        | Uganda                               | 35.880.000.000     | 2008 (ước)       |
| 100       | Ghana                                | 34.040.000.000     | 2008 (ước)       |
| 101       | Côte d'Ivoire                        | 34.000.000.000     | 2008 (ước)       |
| 102       | Honduras                             | 33.630.000.000     | 2008 (ước)       |
| 103       | Nepal                                | 31.090.000.000     | 2008 (ước)       |
| 104       | Jordan                               | 30.760.000.000     | 2008 (ước)       |
| 105       | Bosnia và Herzegovina                | 29.900.000.000     | 2008 (ước)       |
| 106       | Turkmenistan                         | 29.650.000.000     | 2008 (ước)       |
| 107       | Paraguay                             | 28.710.000.000     | 2008 (ước)       |
| 108       | Campuchia                            | 27.950.000.000     | 2008 (ước)       |
| 109       | Estonia                              | 27.720.000.000     | 2008 (ước)       |
| 110       | Bahrain                              | 26.700.000.000     | 2008 (ước)       |
| 111       | Botswana                             | 26.040.000.000     | 2008 (ước)       |
| 112       | Trinidad và Tobago                   | 24.190.000.000     | 2008 (ước)       |
| 113       | Afghanistan                          | 23.030.000.000     | 2008 (ước)       |
| 114       | Cộng hòa Síp                         | 22.690.000.000     | 2008 (ước)       |
| 115       | Sénégal                              | 21.900.000.000     | 2008 (ước)       |
| 116       | Albania                              | 21.820.000.000     | 2008 (ước)       |
| 117       | Gruzia                               | 21.600.000.000     | 2008 (ước)       |
| 118       | Gabon                                | 21.440.000.000     | 2008 (ước)       |
| 119       | Cộng hoà Dân chủ Congo               | 21.050.000.000     | 2008 (ước)       |
| 120       | Jamaica                              | 20.880.000.000     | 2008 (ước)       |
| 121       | Madagascar                           | 20.760.000.000     | 2008 (ước)       |
| 122       | Brunây                               | 20.250.000.000     | 2008 (ước)       |
| 123       | Guinea Xích Đạo                      | 19.370.000.000     | 2008 (ước)       |
| 124       | Mozambique                           | 18.950.000.000     | 2008 (ước)       |
| 125       | Armenia                              | 18.920.000.000     | 2008 (ước)       |
| 126       | Macedonia                            | 18.520.000.000     | 2008 (ước)       |
| 127       | Ma Cao                               | 18.140.000.000     | 2008 (ước)       |
| 128       | Burkina Faso                         | 17.820.000.000     | 2008 (ước)       |
| 129       | Zambia                               | 17.390.000.000     | 2008 (ước)       |
| 130       | Nicaragua                            | 16.830.000.000     | 2008 (ước)       |
| 131       | Chad                                 | 16.260.000.000     | 2008 (ước)       |
| 132       | Cộng hoà Congo                       | 15.600.000.000     | 2008 (ước)       |
| 133       | Tajikistan                           | 15.400.000.000     | 2008 (ước)       |
| 134       | Mauritius                            | 15.360.000.000     | 2008 (ước)       |
| 135       | Mali                                 | 14.480.000.000     | 2008 (ước)       |
| 136       | Lào                                  | 13.990.000.000     | 2008 (ước)       |
| 137       | Papua New Guinea                     | 13.290.000.000     | 2008 (ước)       |
| 138       | Bénin                                | 12.840.000.000     | 2008 (ước)       |
| 139       | Iceland                              | 12.150.000.000     | 2008 (ước)       |
| 140       | Dải Gaza                             | 11.950.000.000     | 2008 (ước)       |
| 141       | Bờ Tây                               | 11.950.000.000     | 2008 (ước)       |
| 142       | Haiti                                | 11.590.000.000     | 2008 (ước)       |
| 143       | Malawi                               | 11.560.000.000     | 2008 (ước)       |
| 144       | Kyrgyzstan                           | 11.410.000.000     | 2008 (ước)       |
| 145       | Namibia                              | 11.230.000.000     | 2008 (ước)       |
| 146       | Moldova                              | 10.630.000.000     | 2008 (ước)       |
| 147       | Guinea                               | 10.440.000.000     | 2008 (ước)       |
| 148       | Malta                                | 9.801.000.000      | 2008 (ước)       |
| 149       | Niger                                | 9.784.000.000      | 2008 (ước)       |
| 150       | Mông Cổ                              | 9.557.000.000      | 2008 (ước)       |
| 151       | Rwanda                               | 9.061.000.000      | 2008 (ước)       |
| 152       | Bahamas                              | 8.779.000.000      | 2008 (ước)       |
| 153       | Montenegro                           | 6.600.000.000      | 2008 (ước)       |
| 154       | Mauritanie                           | 6.310.000.000      | 2008 (ước)       |
| 155       | Swaziland                            | 5.703.000.000      | 2008 (ước)       |
| 156       | Somalia                              | 5.524.000.000      | 2008 (ước)       |
| 157       | Barbados                             | 5.466.000.000      | 2008 (ước)       |
| 158       | Togo                                 | 5.105.000.000      | 2008 (ước)       |
| 159       | Jersey                               | 5.100.000.000      | 2005 (ước)       |
| 160       | Kosovo                               | 5.000.000.000      | 2007 (ước)       |
| 161       | Polynesia thuộc Pháp                 | 4.718.000.000      | 2004 (ước)       |
| 162       | Bermuda                              | 4.500.000.000      | 2004 (ước)       |
| 163       | Sierra Leone                         | 4.307.000.000      | 2008 (ước)       |
| 164       | Suriname                             | 4.256.000.000      | 2008 (ước)       |
| 165       | Liechtenstein                        | 4.160.000.000      | 2007             |
| 166       | Eritrea                              | 3.946.000.000      | 2008 (ước)       |
| 167       | Bhutan                               | 3.789.000.000      | 2008 (ước)       |
| 168       | Andorra                              | 3.660.000.000      | 2007             |
| 169       | Fiji                                 | 3.616.000.000      | 2008 (ước)       |
| 170       | Lesotho                              | 3.370.000.000      | 2008 (ước)       |
| 171       | Cộng hòa Trung Phi                   | 3.239.000.000      | 2008 (ước)       |
| 172       | Nouvelle-Calédonie                   | 3.158.000.000      | 2003 (ước)       |
| 173       | Burundi                              | 3.103.000.000      | 2008 (ước)       |
| 174       | Guyana                               | 3.010.000.000      | 2008 (ước)       |
| 175       | Belize                               | 2.820.000.000      | 2008 (ước)       |
| 176       | Netherlands Antilles                 | 2.800.000.000      | 2004 (ước)       |
| 177       | Guernsey                             | 2.742.000.000      | 2005             |
| 178       | Đảo Man                              | 2.719.000.000      | 2005 (ước).      |
| 179       | Timor-Leste                          | 2.713.000.000      | 2008 (ước)       |
| 180       | Gambia                               | 2.264.000.000      | 2008 (ước)       |
| 181       | Aruba                                | 2.258.000.000      | 2005 (ước)       |
| 182       | Zimbabwe                             | 1.959.000.000      | 2008 (ước)       |
| 183       | Cayman Islands                       | 1.939.000.000      | 2004 (ước)       |
| 184       | Djibouti                             | 1.889.000.000      | 2008 (ước)       |
| 185       | Saint Lucia                          | 1.801.000.000      | 2008 (ước)       |
| 186       | Maldives                             | 1.738.000.000      | 2008 (ước)       |
| 187       | San Marino                           | 1.662.000.000      | 2007             |
| 188       | Cape Verde                           | 1.635.000.000      | 2008 (ước)       |
| 189       | Antigua và Barbuda                   | 1.610.000.000      | 2008 (ước)       |
| 190       | Quần đảo Virgin                      | 1.577.000.000      | 2004 (ước)       |
| 191       | Liberia                              | 1.532.000.000      | 2008 (ước)       |
| 192       | Seychelles                           | 1.473.000.000      | 2008 (ước)       |
| 193       | Grenada                              | 1.211.000.000      | 2008 (ước)       |
| 194       | Saint Vincent và Grenadines          | 1.103.000.000      | 2008 (ước)       |
| 195       | Greenland                            | 1.100.000.000      | 2001 (ước)       |
| 196       | Quần đảo Solomon                     | 1.078.000.000      | 2008 (ước)       |
| 197       | Gibraltar                            | 1.066.000.000      | 2005 (ước)       |
| 198       | Samoa                                | 1.057.000.000      | 2008 (ước)       |
| 199       | Quần đảo Faroe                       | 1.000.000.000      | 2001 (ước)       |
| 200       | Vanuatu                              | 983.200.000        | 2008 (ước)       |
| 201       | Monaco                               | 976.300.000        | 2006 (ước)       |
| 202       | Mayotte                              | 953.600.000        | 2005 (ước)       |
| 203       | Quần đảo Bắc Mariana                 | 900.000.000        | 2000 (ước)       |
| 204       | Tây Sahara                           | 900.000.000        | 2007 (ước)       |
| 205       | Guinea-Bissau                        | 857.000.000        | 2008 (ước)       |
| 206       | British Virgin Islands               | 853.400.000        | 2004 (ước)       |
| 207       | Saint Kitts và Nevis                 | 784.900.000        | 2008 (ước)       |
| 208       | Comoros                              | 741.400.000        | 2008 (ước)       |
| 209       | Dominica                             | 719.800.000        | 2008 (ước)       |
| 210       | American Samoa                       | 575.300.000        | 2007 (ước)       |
| 211       | Tonga                                | 549.100.000        | 2008 (ước)       |
| 212       | Kiribati                             | 357.400.000        | 2008 (ước)       |
| 213       | Sao Tome và Principe                 | 276.600.000        | 2008 (ước)       |
| 214       | Liên bang Micronesia                 | 238.100.000        | 2008 (ước)       |
| 215       | Turks and Caicos Islands             | 216.000.000        | 2002 (ước)       |
| 216       | Quần đảo Cook                        | 183.200.000        | 2005 (ước)       |
| 217       | Palau                                | 164.000.000        | 2008 (ước)       |
| 218       | Quần đảo Marshall                    | 133.500.000        | 2008 (ước)       |
| 219       | Anguilla                             | 108.900.000        | 2004 (ước)       |
| 220       | Quần đảo Falkland                    | 105.100.000        | 2002 (ước)       |
| 221       | Nauru                                | 60.000.000         | 2005 (ước)       |
| 222       | Wallis và Futuna                     | 60.000.000         | 2004 (ước)       |
| 223       | Saint Pierre và Miquelon             | 48.300.000         | 2003 (ước)       |
| 224       | Montserrat                           | 29.000.000         | 2002 (ước)       |
| 225       | Saint Helena                         | 18.000.000         | 1998 (ước)       |
| 226       | Tuvalu                               | 14.940.000         | 2002 (ước)       |
| 227       | Niue                                 | 10.010.000         | 2003 (ước)       |
| 228       | Tokelau                              | 1.500.000          | 1993 (ước)       |